# 赫曼德县
赫曼德县 (波斯語：‎ 英語：)是一座县城，位于伊朗的錫斯坦－俾路支斯坦省。Dust Mohammad是该县的首都。根据2006年的人口普查，全县人口为73254，有14,677个家庭。分为两个区域（Central District和Qorqori District）和一座城市（Dust Mohammad）。